# Nodaway Township (comté de Holt, Missouri)
Pour les articles homonymes, voir Nodaway Township.
Nodaway Township est un ancien township du comté de Holt dans le Missouri, aux États-Unis,.
Il est fondé en 1841 et baptisé en référence à la rivière du même nom (en).

## Source de la traduction
- (en) Cet article est partiellement ou en totalité issu de l’article de Wikipédia en anglais intitulé « Nodaway Township, Holt County, Missouri » (voir la liste des auteurs).